# Петра Шварц
Петра Шварц (нім. Petra Schwarz; нар. 24 травня 1972) — колишня австрійська тенісистка.
Найвищу одиночну позицію світового рейтингу — 52 місце досягла 9 січня 1995, парну — 60 місце — 10 травня 1993 року.
Здобула 4 одиночні та 1 парний титул.
Найвищим досягненням на турнірах Великого шолома був чвертьфінал в одиночному розряді.
Завершила кар'єру 1997 року.

## Фінали турнірів WTA

### Одиночний розряд: 1 (0–1)
| Легенда: Before 2009               | Легенда: Starting in 2009 |
| ---------------------------------- | ------------------------- |
| Турніри Великого шлему турніри (0) |                           |
| Чемпіонати WTA (0)                 |                           |
| Tier I (0)                         | Premier Mandatory (0)     |
| Tier II (0)                        | Premier 5 (0)             |
| Tier III (0-0)                     | Premier (0)               |
| Tier IV & V (0-1)                  | International (0)         |

| Результат | Ранг | Дата           | Турнір          | Покриття | Суперниця      | Рахунок  |
| --------- | ---- | -------------- | --------------- | -------- | -------------- | -------- |
| Поразка   | 1.   | 29 квітня 1991 | Таранто, Італія | Ґрунт    | Емануела Зардо | 5–7, 2–6 |

### Парний розряд (1–2)
| Результат | Ранг | Дата           | Турнір                                                | Покриття  | Партнерка            | Суперниці                       | Рахунок       |
| --------- | ---- | -------------- | ----------------------------------------------------- | --------- | -------------------- | ------------------------------- | ------------- |
| Перемога  | 1.   | 20 липня 1992  | Прага, Чехія                                          | Ґрунт     | Карін Кшвендт        | Ева Швіглерова Нелле ван Лоттум | 6–4, 2–6, 7–5 |
| Поразка   | 2.   | 20 лютого 1995 | Linz Open, Австрія                                    | Килим (i) | Іва Майолі           | Мередіт Макґрат Наталі Тозья    | 1–6, 2–6      |
| Поразка   | 3.   | 16 липня 1995  | Internazionali Femminili di Tennis di Palermo, Італія | Ґрунт     | Катаріна Студенікова | Радка Бобкова Петра Лангрова    | 4–6, 1–6      |

## Фінали ITF

### Одиночний розряд (4-3)
| турніри $75,000 |
| турніри $50,000 |
| турніри $25,000 |
| турніри $10,000 |

| Результат | Ранг | Дата           | Турнір                  | Покриття   | Суперниця         | Рахунок       |
| Перемога  | 1.   | 31 травня 1987 | Бад-Гастайн, Австрія    | Тверде (i) | Гестер Вітвут     | 2–6, 7–6, 6–1 |
| Поразка   | 1.   | 17 серпня 1987 | Лісабон, Португалія     | Ґрунт      | Лаура Лапі        | 4–6, 6–4, 5–7 |
| Перемога  | 2.   | 10 квітня 1988 | Барі, Італія            | Ґрунт      | Сабін Аппельманс  | 6–3, 6–4      |
| Перемога  | 3.   | 7 серпня 1988  | Вельс, Австрія          | Тверде (i) | Карін Оберляйтнер | 2–6, 6–0, 6–2 |
| Перемога  | 4.   | 18 квітня 1993 | Вельс, Австрія          | Тверде (i) | Зузана Немшакова  | 6–2, 1–6, 6–4 |
| Поразка   | 2.   | 25 квітня 1994 | Нойдерфль, Австрія      | Ґрунт      | Зденька Малкова   | 1–6, 2–6      |
| Поразка   | 3.   | 28 жовтня 1996 | Лейкленд (Флорида), США | Тверде     | Мейлен Ту         | 7–5, 0–6, 0–6 |

### Парний розряд (2–2)
| Результат | Ранг | Дата              | Турнір             | Покриття   | Партнерка      | Суперниці                           | Рахунок  |
| --------- | ---- | ----------------- | ------------------ | ---------- | -------------- | ----------------------------------- | -------- |
| Поразка   | 1.   | 16 листопада 1987 | Вельс, Австрія     | Тверде (i) | Барбара Паулюс | Петра Генчль Ева-Марія Шюргофф      | 4–6, 4–6 |
| Перемога  | 2.   | 24 жовтня 1988    | Linz Open, Австрія | Тверде (i) | Маріон Маруска | Крістіна Казіні Катажина Новак      | 6–3, 6–4 |
| Перемога  | 3.   | 11 лютого 1996    | Мурсія, Іспанія    | Ґрунт      | Зілке Маєр     | Кім де Вейлле Нелле ван Лоттум      | 6–3, 6–3 |
| Поразка   | 4.   | 17 березня 1997   | Реймс, Франція     | Ґрунт (i)  | Зілке Маєр     | Светлана Кривенчева Олена Татаркова | 2–6, 2–6 |